# Habranthus andersoni
Habranthus andersoni é uma espécie de planta do gênero Habranthus. 